# Maison de Valois
Pour les articles homonymes, voir Valois.
Pour un article plus général, voir Généalogie des Valois, des Médicis et des Bourbons.
La maison de Valois est la branche cadette de la dynastie capétienne qui règne sur le royaume de France de 1328 à 1589. Elle succède aux Capétiens directs et précède les Bourbons.
Elle tire son nom du comté de Valois, apanage donné à Charles, fils de Philippe III le Hardi et père du roi Philippe VI. La branche aînée s'éteint en 1498, mais elle compte plusieurs rameaux cadets :
- celui des ducs d'Alençon, éteint en 1525, issu de Charles II, deuxième fils de Charles de Valois ;
- celui des Franças (au Portugal) ;
- celui des ducs d'Anjou, éteint en 1481, issu de Louis, deuxième fils de Jean II le Bon ;
- celui des ducs de Berry, éteint en 1416, issu de Jean, troisième fils de Jean II le Bon ;
- celui des ducs de Bourgogne, éteint en 1482, issu de Philippe le Hardi, quatrième fils de Jean II le Bon. Ce rameau a lui-même deux autres sous-rameaux :
  - celui des ducs de Brabant, éteint en 1430, et issu d'Antoine, fils de Philippe le Hardi ;
  - celui des comtes de Nevers, éteint en 1491, et issu de Philippe, fils de Philippe le Hardi ;
- celui des ducs d'Orléans, éteint en 1515 après avoir accédé au trône et issu de Louis, second fils de Charles V. Ce rameau a lui-même un autre sous-rameau :
  - celui des comtes d'Angoulême, éteint en 1589 après avoir accédé au trône et issu de Jean, second fils de Louis.

Il y a également plusieurs rameaux illégitimes :
- les Longueville ;
- les Valois-Saint-Remy ;
- les ducs d'Angoulême.

Après avoir conservé le trône pendant plusieurs siècles, la lignée masculine de la maison de Valois finit par s'éteindre, et le trône du royaume de France revient à la plus ancienne branche survivante de la dynastie capétienne, la maison de Bourbon.

## Un héritage contesté
La dynastie des Capétiens semble être assurée pendant et après le règne du roi Philippe IV le Bel, de 1285 à 1314. À la mort de Philippe, trois fils lui survivent (Louis X le Hutin, Philippe V le Long et Charles IV le Bel) ainsi qu'une fille (Isabelle de France). Chacun des fils devient roi tour à tour, mais meurt jeune et sans héritier mâle, en ne laissant que des filles, lesquelles ne peuvent hériter du trône. Lorsque Charles IV meurt en 1328, la succession du royaume de France devient plus problématique.
En 1328, trois candidats potentiels peuvent prétendre au trône :
1. Philippe VI de Valois, fils de Charles de Valois, le plus proche héritier dans la lignée masculine, et petit-fils de Philippe III (régnant de 1270 à 1285). Puisque son père est le frère de Philippe IV, Philippe VI est par conséquent le neveu de Philippe IV ainsi que le cousin de Louis X, de Philippe V et de Charles IV. Ainsi, Charles IV le choisit comme régent avant sa mort ;
2. Jeanne II de Navarre, fille de Louis X. Bien que Philippe V utilise sa position relativement à sa nièce pour prendre le trône en 1316, Jeanne peut toutefois très grandement prétendre à l'héritage de Philippe IV, ce qui est soutenu par sa famille maternelle après la mort de Louis X. Elle reçoit finalement le royaume de Navarre, qu'elle peut faire hériter à des filles ;
3. Édouard III, fils d'Isabelle de France, elle-même fille et seul enfant survivant de Philippe IV. Édouard prétend au trône du royaume de France en tant que petit-fils de Philippe IV.

En Angleterre, Isabelle de France prétend au trône au nom de son fils de 15 ans. Tout comme le système français, la loi d'Angleterre de succession ne permet pas la succession de femmes, mais autorise la succession dans la lignée féminine (par exemple avec Henri II d'Angleterre). La France conteste sa demande, en avançant que si elle ne peut pas elle-même succéder au trône, car étant une femme, elle ne peut pas non plus transmettre un tel droit à son fils. Finalement, les magistrats français choisissent Philippe de Valois pour nouveau monarque, qui devient alors Philippe VI de France. Séparément, le trône de Navarre va à Jeanne de France, fille de Louis X, qui devient Jeanne II de Navarre.
Puisque la diplomatie et les négociations échouent, Édouard III doit recourir à la force pour prétendre au trône de France. Pendant quelques années, l'Angleterre et la France maintiennent une paix difficile. Finalement, une escalade de conflits entre les deux rois aboutit à la confiscation du duché d'Aquitaine par Philippe VI (1337). Plutôt que de rendre hommage au roi de France, comme l'ont fait ses ancêtres, Édouard déclare qu'il est lui-même le roi légitime de France. Ces événements sont les prémices de la guerre de Cent Ans (1337-1453) entre la France et l'Angleterre. Bien que l'Angleterre finisse par perdre ce long conflit, les monarques anglais et britanniques continuent de prétendre au trône de France jusqu'en 1801, tout du moins formellement.

## La guerre de Cent Ans
La guerre de Cent Ans peut être vue comme une longue guerre de succession entre les maisons de Valois et de Plantagenêt. Le début du règne de Philippe VI est prometteur pour la France. Le nouveau roi combat les Flamands au nom de son vassal, le comte de Flandres, et lui restaure son pouvoir. L'agression d'Édouard III contre l'Écosse, alors alliée à la France, incite Philippe VI à confisquer la Guyenne. Par le passé, les rois anglais devaient se soumettre aux rois de France. Cependant, Édouard, descendant des rois français, prétend au trône pour lui-même. La France est au summum de sa puissance ; nul ne croit que le roi d'Angleterre puisse concrétiser sa prétention au trône de France.
La stratégie initiale d'Édouard est de s'allier à la Flandre et aux princes de l'Empire. Les alliances sont coûteuses et peu productives, bien qu'en trêve, les rois français et anglais interviennent dans la guerre de Succession de Bretagne. En 1346, Édouard envahit la France et pille les campagnes plutôt que de tenter d'occuper le territoire. Les forces françaises conduites par Philippe VI affrontent Édouard III à la bataille de Crécy, qui résulte en une dévastatrice et humiliante défaite de la France. Malgré cela, le mieux auquel Édouard peut prétendre par sa victoire est la capture de Calais.
Jean II succède à son père Philippe VI en 1350. Il est menacé par Charles II de Navarre, de la branche d'Évreux de la dynastie des Capétiens, qui convoite le trône de France par le droit de sa mère, descendante aînée de Philippe IV de France. Le caractère de Charles finit par aliéner les monarques français et anglais, puisqu'il change aisément de côté selon où se trouvaient ses intérêts. En 1356, Édouard, le Prince Noir, fils aîné et premier héritier d'Édouard III, guide son armée au cours d'une chevauchée en France. Jean poursuit le Prince Noir, qui cherche à éviter d'engager les forces supérieures du roi de France. Les négociations échouent. Durant la bataille de Poitiers, les Français subissent une nouvelle défaite humiliante, et leur roi est capturé. Édouard espère la victoire en envahissant la France et en se faisant couronner à Reims. Mais le nouveau chef des armées françaises, le Dauphin Charles, évite une nouvelle bataille rangée, et la ville de Reims résiste au siège. Dans le traité de Brétigny, la Couronne anglaise gagne une Aquitaine élargie dans toute sa souveraineté, abandonne le duché de Touraine, les comtés d'Anjou et du Maine, la souveraineté de la Bretagne et des Flandres, ainsi que son droit sur le trône de France.
Charles V devient roi en 1364. Il soutint Henri de Trastamare durant la guerre civile de Castille, alors que le Prince Noir soutient le roi régent, Pierre Ier de Castille. Le Prince Noir gagne, mais Pierre refuse de payer pour ses dépenses. Le Prince Noir tente alors de recouvrer ses pertes en levant des taxes en Aquitaine, ce qui les incitent à faire appel au roi de France. La guerre est de nouveau déclarée. Les Français reprennent leurs territoires les uns après les autres. Lorsque Charles meurt en 1380, seules Calais, Bordeaux et Bayonne sont laissées aux Anglais.
Les anciennes grandes familles de la noblesse féodale sont grandement remplacées par une classe de puissance équivalente : les princes de sang royal. Avec la confiscation de la Guyenne, la seule famille non capétienne restante est la maison de Flandres. Les ducs de Montfort de Bretagne, les maisons d'Évreux et de Bourbon ainsi que les princes de la maison de Valois constituent la grande noblesse du Royaume.
Succédant au trône à l'âge de 11 ans, le règne de Charles VI de France est le premier règne minoritaire (en) depuis celui de saint Louis, en 1226. Le pouvoir est détenu par ses oncles, les ducs d'Anjou, de Berry et de Bourgogne. Les ducs gaspillent les ressources de la monarchie afin de poursuivre leurs propres fins. Le duc d'Anjou prétend au royaume de Naples ; celui de Berry gouverne ses vastes domaines dans le Languedoc ; et celui de Bourgogne, s'étant marié à l'héritière des Flandres, trouve plus commode de diriger ses vastes dominions depuis Paris. Charles met fin à la régence de ses oncles à l'âge de 21 ans, bien qu'il aurait pu le faire dès l'âge de 14 ans. Son début de règne est prometteur, mais le début de la folie, qu'il pourrait avoir hérité des ducs de Bourbon du côté de sa mère, va se révéler désastreux pour la France. Le duc de Bourgogne, le plus puissant des princes et de ses pairs, prend naturellement le pouvoir. Mais son neveu, Louis Ier, duc d'Orléans, le frère du roi, conteste son autorité. La rivalité entre les deux princes et leurs descendants conduisent à la guerre civile entre Armagnacs et Bourguignons.
En 1415, Henri V d'Angleterre, arrière-petit-fils d'Édouard III envahit la France. Durant la bataille d'Azincourt, la faction Armagnac combat les Anglais et est décimée. Les ducs d'Orléans et de Bourbon sont capturés et le parti bourguignon gagne de l'ascendance à Paris. Henri poursuit sa conquête de la Normandie. Les Armagnacs assassinent Jean sans Peur, duc de Bourgogne, une revanche tardive pour l'assassinat de Louis Ier, duc d'Orléans. Le nouveau duc, Philippe le Bon, s'allie à l'Angleterre. Par le traité de Troyes, Henri V d'Angleterre devient le régent de France et héritier à ce trône ; il se marie à Catherine de Valois, fille du roi de France. Aussi, le Dauphin Charles est déshérité. Pour le rendre parfaitement légal, le traité est ratifié par les états généraux plus tard dans l'année.
Accepter le traité de Troyes serait un déni de légitimité des Valois. Alors que l'Angleterre était accoutumée à changer ses rois, la France adhérait grandement aux siens. Le traité fut seulement reconnu par les territoires contrôlés par l'Angleterre du Nord de la France, ainsi que par les ducs alliés de Bourgogne et de Bretagne. Henri V mourut avant son souffreteux beau-père, Charles VI, laissant l'avenir des Lancastre du royaume de France entre les mains de son enfant, encore bébé, Henri VI d'Angleterre, ainsi qu'à son frère, Jean de Lancastre.
Le compétent duc de Bedford empêche Charles VII de reprendre le contrôle du Nord de la France. En 1429, Jeanne d'Arc parvient à lever le siège d'Orléans et permet au roi d'être couronné à Reims, une importante victoire pour la propagande française. Les luttes de pouvoir entre Jean, duc de Bedford, son frère Humphrey, duc de Gloucester, et leur oncle  Henri, cardinal de Beaufort, entrave l'effort de guerre anglais. Le duc de Bourgogne, aliéné par les bévues du duc de Gloucester, se réconcilie avec le roi de France par le traité d'Arras (1435). Le duc de Bedford meurt la même année.
Les différentes factions en guerre conclurent de longues trêves, durant lesquelles le roi de France prépare le renouvellement de la guerre, tandis que les Anglais font une pause et profitaient de nouvelles taxes sur les royaumes conquis. En 1450, les Français ont reconquis la Normandie, et la Guyenne l'année suivante. Une dernière tentative de l'Angleterre pour retrouver ses pertes aboutit à sa défaite à la bataille de Castillon en 1453. Avec cette victoire, les Anglais ont été chassés de toute la France, à l'exception de Calais. La succession des Valois est confirmée et assurée.

## Centralisation du pouvoir
Par sa victoire face à la Couronne d'Angleterre, Charles VII replace son royaume comme la plus grande puissance d'Europe de l'Ouest. Il crée la première armée permanente de France depuis les temps romains, et limite la puissance papale sur l’Église gallicane par la Pragmatique Sanction de Bourges. Puis les années suivantes sont entachées par des querelles avec son fils aîné et héritier, le Dauphin Louis, qui refuse de lui obéir. Le Dauphin est banni de la Cour pour ses intrigues, et ne revient en France qu'à la mort de son père.
Louis XI succède à son père en 1461. Au début de son règne, Louis défait les politiques de son père, abolissant la Pragmatique Sanction afin de faire plaisir au pape, et délaisse les armées régulières, en lesquelles il n'a pas confiance, au profit des mercenaires suisses. En tant que prince, il s'est allié à la noblesse contre son père, mais en tant que roi, il trouve que la seule manière de maintenir son pouvoir est de la soumettre. Toute sa vie durant, il est l'adversaire de Charles le Téméraire, comte de Charolais et futur duc de Bourgogne. En 1465, la ligue du Bien public, une alliance des princes féodaux composée de Charles de Valois, duc de Berry, le frère du roi, le comte de Charolais, les ducs de Bretagne, de Bourbon et de Lorraine (et donc un membre de la maison d'Anjou), ainsi que plusieurs autres, tente de restaurer leurs prérogatives féodales. Louis craint une possible escalade du conflit face à cette formidable coalition. Afin de maintenir la paix, il concède à leurs demandes, dont la cession du duché de Normandie à son frère, grâce auquel il obtient le tiers des charges de l'État.
Louis ne compte que rarement sur les fortunes de guerre, mais plus sur les intrigues et la diplomatie. Il maintient son pouvoir en payant des pensions à des gens bien placés dans les cours de ses vassaux et des États voisins. Il reprend la Normandie à son frère à la première occasion. Il achète la paix à Édouard IV d'Angleterre afin de le dissuader d'attaquer la France. Il fomente des rébellions dans les dominions de Bourgogne. À la mort de Charles le Téméraire, en 1477, il accapare le duché de Bourgogne, qu'il réclame comme son fief légitime, bien que la législation originale n'exclue pas les femmes de la succession. Mais le mariage de Marie de Bourgogne, héritière de Charles le Téméraire, à Maximilien d'Autriche, se révèle problématique concernant les générations futures. En 1481, le dernier héritier mâle de la maison d'Anjou meurt, cédant toutes les possessions des Angevins au roi. À la fin de son règne, le pouvoir royal est absolu en France à l'exception du duché de Bretagne.

## Les guerres d'Italie
Charles VIII succède à son père en 1483, à l'âge de 13 ans. Lorsqu'il est mineur, les nobles tentent une nouvelle fois de s'emparer du pouvoir, mais ils sont battus par la sœur de Charles, Anne de France. Le mariage de Charles VIII à Anne de Bretagne, fille du duc de Bretagne François II, après la défaite de Saint-Aubin-du-Cormier en 1488, évite un futur encerclement total de la France par les Habsbourgs.
En tant qu'héritier de la maison d'Anjou, Charles VIII décide d'accélérer sa prétention au royaume de Naples : c'est le début des guerres d'Italie. En septembre 1494, Charles envahit l'Italie avec une armée de 25 000 soldats, et atteint son objectif le 22 février 1495, virtuellement sans opposition. Mais la rapidité et la puissance de l'avancée française effraye les puissances d'Italie. La ligue de Venise s'unit contre la France, composée des Républiques de Venise et de Florence, des duchés de Milan et de Mantoue, des rois d'Espagne et de Naples, de l'Empereur et du Pape. Charles, qui ne veut pas être piégé à Naples, doit les affronter lors de la bataille de Fornoue. Charles parvient à retourner en France, mais toutes ses conquêtes et butins sont perdus. Les dettes qu'il contracte pour mener sa campagne ne l'incitent pas à reprendre cette guerre, et il meurt accidentellement en 1498. Par sa mort, la branche aînée de la maison de Valois s'éteint. Son cousin, duc d'Orléans, lui succède et devient Louis XII de France.
Louis XII se marie à la veuve de son prédécesseur, Anne de Bretagne, afin de conserver cette province à la France. Le nouveau roi poursuit également la politique de son prédécesseur en Italie. Les ducs d'Orléans descendent de Valentine Visconti (1368-1408), et clament leur légitimité au duché de Milan par cette ascendance. De 1499 à 1512, excepté une brève période en 1500, Louis XII est duc de Milan. L'activité militaire de la France en Italie se poursuit, avec des ligues variées formées afin de contrer la puissance dominante. Louis meurt sans fils ; son cousin (et beau-fils), François d'Angoulême, lui succède et devient François Ier en 1515.
François Ier appartient à une branche cadette de la maison d'Orléans. Durant la bataille de Marignan, François bat les Suisses, qui ont évincé son prédécesseur de Milan et pris le contrôle du duché. Au cours des élections impériales de 1519 (en), les rois d'Espagne, de France et d'Angleterre s'affrontent pour le titre impérial. Le roi d'Espagne est le petit-fils de l'Empereur décédé, mais les Électeurs le considèrent comme un étranger, tout comme le roi de France. Les rois recourent à des pots-de-vin, et c'est finalement le roi d'Espagne qui devient Charles Quint, empereur du Saint-Empire.
L'élection du roi d'Espagne au trône impérial fait de lui le premier monarque d'Europe, tant en titre qu'en réalité. Ennuyé, le roi de France demande que l'Empereur rende hommage pour la Flandres et l'Artois ; l'Empereur répond en réaffirmant sa prétention au duché de Bourgogne. La rivalité de la maison royale de France avec les Hasbourgs domine le reste du XVIe siècle. L'Empereur prend Milan à la France en 1521. Le roi d'Angleterre et le Pape soutiennent l'Empereur. La France est encerclée d'ennemis de tous les côtés. Des troubles internes aux maisons aboutissent au transfuge de Charles III, duc de Bourbon et connétable de France, à l'Empereur. En 1525, à la bataille de Pavie (1525), les Français sont battus et le roi lui-même est capturé. François obtient sa liberté par le traité de Madrid (1526), dans lequel il renonce à ses prétentions sur Naples et Milan, rend la Bourgogne à l'Espagne, abandonne sa souveraineté sur les Flandres et l'Artois, et livre deux de ses fils en tant qu'otages. François répudie le traité. Se trouvant souvent seul durant sa lutte contre l'Empereur, François forme l'Alliance franco-ottomane avec le sultan, scandalisant l'Europe chrétienne. François soutient la conversion des princes germains au Protestantisme, ce qui allonge sa liste d'alliés potentiels contre l'Empereur. Cependant, dans ses propres dominions, les Protestants sont bannis.
Henri II succède au trône en 1547. Il poursuit les politiques de son père, tout comme le font ses successeurs. Il persécute les Protestants de son Royaume, alors que les Protestants des pays étrangers sont ses alliés. Henri prend les Trois-Évêchés de Metz, Toul et Verdun. Les offensives françaises échouent en Italie. En 1556, Charles V abdique, répartissant les dominions des Habsbourg entre ses fils, Philippe II d'Espagne, qui gagne l'Espagne et les Pays-Bas, et son frère Ferdinand Ier, qui devient Empereur. Les Français reprennent Calais après que l'Angleterre s'allie avec l'Espagne. La paix de Cateau-Cambrésis (1559) met fin aux guerres d'Italie. La France perd tous ses territoires italiens, à l'exception de Saluces, et confirme sa mainmise sur Calais ainsi que sur les Trois-Évêchés. C'est une victoire diplomatique pour Philippe II, qui n'abandonne rien de ce qu'il possède. Le roi d'Espagne conserve la Franche-Comté et affirme sa mainmise sur Milan, Naples, la Sicile, la Sardaigne, et l'État des Présides, faisant de lui le plus puissant dirigeant d'Italie.

## Guerres de Religion
La dernière partie du règne de la maison des Valois est marquée par les guerres de Religion. Henri II meurt accidentellement au cours d'une joute organisée pour l'occasion du mariage de sa fille Élisabeth avec le roi d'Espagne Philippe II ainsi que celui de sa sœur Marguerite avec le duc de Savoie, en 1559. Son fils aîné et héritier François II lui succède. Le nouveau roi de France est déjà roi d’Écosse par le droit de son épouse, Marie Stuart, reine d'Écosse. Sa famille maternelle, la maison de Guise, prend l'ascendant sur le jeune roi.
La maison de Guise est une branche cadette de la maison ducale de Lorraine. Ils prétendent descendre de Charlemagne et ont des vues sur le trône de France. Ils considèrent que la maison de Bourbon, princes par le sang, est leur rivale (et ennemie) naturelle. Les dirigeants de la maison de Bourbon, les frères Antoine, roi consort de Navarre, et Louis Ier, prince de Condé, sont protestants. La maison de Guise se considère comme les champions de la cause catholique.
Par la succession à son fils mineur, Charles IX, en 1560, Catherine de Médicis manœuvre pour un équilibre des pouvoirs. Elle libère le prince de Condé, avec l'intention de se servir du poids de la maison de Bourbon comme contre-poids à la maison de Guise. Antoine de Navarre se convertit au catholicisme et devient lieutenant-général du Royaume. Le massacre de Wassy déclenche la première guerre religieuse entre les catholiques et les huguenots. Le roi de Navarre et le duc de Guise meurent au cours de cette guerre. Anne de Montmorency, connétable de France, est la principale victime de la deuxième guerre. Le prince de Condé meurt au cours de la troisième guerre. Les huguenots ne sont pas en mesure de remporter une victoire, ne serait-ce que substantielle, mais peuvent garder une armée sur le terrain.
En 1572, Henri III, roi de Navarre, se marie à Marguerite de France, sœur de Charles IX. Par cette union, on espère réconcilier les catholiques et les protestants, mais cela est loin d'être le cas, ce qui est une grande déception. Le massacre de la Saint-Barthélemy s'ensuit ; les huguenots, venus nombreux à l'occasion du mariage, sont massacrés en masse. Les maisons de Navarre et de Condé sont épargnées, mais forcées à se convertir et maintenues en captivité. La culpabilité d'avoir permis à un tel massacre de se produire hante Charles pour le reste de sa vie. En 1573, le frère du roi, Henri de France, duc d'Anjou, est élu roi de Pologne.
En 1574, seulement trois mois après son couronnement, le roi de Pologne succède au trône de France et devient Henri III, roi de France. L'année suivante, le seul frère survivant du roi, François de France, duc d'Alençon, fuit la Cour et rejoint celles de Condé et de Navarre. Cette menace combinée force le nouveau roi à demander assistance aux rebelles. Le duc d'Alençon est fait duc d'Anjou. Ces concessions faites aux huguenots inquiètent les catholiques, qui forment alors la Ligue catholique. Cette ligue est dirigée par les princes de la maison de Lorraine, les ducs de Guise, de Mayenne, d'Aumale, d'Elbeuf, de Mercœur et de Lorraine, et également soutenue par l'Espagne. Les huguenots tiennent le Sud-Ouest et s'allient à l'Angleterre et aux princes allemands. À la mort du frère du roi en 1584, le roi de Navarre, appartenant à la maison de Bourbon, devient l'héritier présomptif au trône de France. Mis sous pression par la Ligue Catholique, le roi de France ratifie l'édit de Nemours, qui rend le protestantisme illégal et interdit à tout protestant d'occuper une quelconque fonction royale.
Cette situation conflictuelle a pour résultat la guerre des Trois Henri. Les royalistes sont guidés par Henri III, roi de France, les huguenots sont conduits par Henri III, roi de Navarre, et la Ligue Catholique est menée par Henri Ier, duc de Guise. Tous s'affrontent au cours d'une triple contestation pour savoir qui doit hériter du trône de France. Après l'humiliation de la journée des Barricades (1588), Henri III (roi de France) fuit Paris. Le duc de Guise est entré dans Paris malgré son interdiction explicite. Le roi est alors résolu à assassiner l'audacieux duc. L'assassinat du duc de Guise courrouce la Ligue Catholique. Henri III (roi de France) cherche à faire une alliance avec le royaume de Navarre. Les deux rois sont sur le point de reprendre Paris avec leur grande armée lorsque le roi de France tombe entre les mains d'un assassin de la Ligue Catholique. Par sa mort, la lignée masculine de la maison de Valois s'éteint complètement, après 261 ans de règne en France.

## Succession
La maison de Bourbon apparaît en 1272, lorsque le fils du roi Louis IX se marie à l'héritière du seigneur de Bourbon. La maison perdure pendant trois siècles comme branche cadette (en), au service des Capétiens directs et des Valois.
En 1589, à la mort du roi Henri III, la lignée masculine de la maison de Valois s'éteint. Suivant la loi salique, le chef de la maison de Bourbon, en tant qu'aîné de la plus ancienne branche survivante de la dynastie capétienne, devient roi de France. Ainsi, le trône de France revient à Henri IV.

## Rois de France et leurs descendants issus de la maison de Valois

Le lien de parenté.

### Les Valois directs
- Charles, comte de Valois, fils de Philippe III de France et frère de Philippe IV le Bel. Il est le fondateur de la branche, mais n'a pas régné.
- Philippe VI de Valois, son fils aîné, comte de Valois, puis roi de France (1328-1350)
- Jean II le Bon fils du précédent (1350-1364)
- Charles V le Sage fils aîné du précédent (1364-1380)
- Charles VI le Fou fils du précédent (1380-1422)
- Charles VII le Victorieux fils du précédent (1422 -1461)
- Louis XI le Prudent fils du précédent (1461-1483)
- Charles VIII l'Affable fils du précédent (1483-1498)

### Le rameau d'Orléans
- Louis Ier, duc d'Orléans et comte de Valois, fils du roi Charles V
- Charles d'Orléans, fils du précédent
- Louis XII le Père du Peuple, fils du précédent, duc d'Orléans et comte de Valois sous le nom de Louis II, puis roi de France (1498-1515)

### Le rameau d'Orléans-Angoulême
- Jean d'Orléans, comte d'Angoulême, fils de Louis Ier d'Orléans
- Charles d'Orléans, comte d'Angoulême, fils du précédent
- François Ier (1515-1547), fils du précédent
- Henri II (1547-1559), fils du précédent
- François II (1559-1560), fils d'Henri II
- Charles IX (1560-1574), fils d'Henri II
- Henri III (1574-1589), fils d'Henri II

Henri III est le dernier roi de la maison de Valois. Henri IV lui succède et amène sur le trône de France la maison de Bourbon.